# Beaumont-Sardolles
Cet article concerne l'une des deux communes homonymes dans la Nièvre. Pour l'autre commune homonyme nivernaise, voir Beaumont-la-Ferrière. Pour les autres articles homonymes, voir Beaumont.
Beaumont-Sardolles est une commune française, située dans le département de la Nièvre en région Bourgogne-Franche-Comté.

## Géographie
Beaumont-Sardolles est une commune située dans le département de la Nièvre, dans l’arrondissement de Nevers. La superficie de la commune est de 2 914 hectares. Son altitude varie entre 204 et 328 mètres. Elle compte 117 habitants en 2019, appelés les Beaumont-Sardollois et les Beaumont-Sardolloises.
Le village est implanté dans le quart sud-ouest de la Nièvre, à environ 22 km de Nevers (par la route).

### Villages, hameaux, lieux-dits, écarts
Le village se compose des lieux-dits Armenay (l’), Berthière (la), Borde (la), Cave (la), Chappe (la), Chaume-Liaudin (la), Chaume-Pinet (la), Coutereau, Couvent (le), Étang (l’), Fourneau (le), Godiot (le), Grand-Lugues (le), Grand-Moulin (le), Jarnosse (la), Larmenay, Lavault, Loge (la), Maison-Forestière, Marcilly, Mare (la), Mery, Moulin (le), Ormes (les), Passençay, Petit-Lugues (le), Pinchard (le), Sardolles, Sarrazin, Soulanges et Tabourneau (le).

### Climat
Pour des articles plus généraux, voir Climat de la Bourgogne-Franche-Comté et Climat de la Nièvre.
En 2010, le climat de la commune est de type climat océanique dégradé des plaines du Centre et du Nord, selon une étude du Centre national de la recherche scientifique s'appuyant sur une série de données couvrant la période 1971-2000. En 2020, Météo-France publie une typologie des climats de la France métropolitaine dans laquelle la commune est exposée à un climat océanique altéré et est dans la région climatique  Centre et contreforts nord du Massif Central, caractérisée par un air sec en été et un bon ensoleillement. 
Pour la période 1971-2000, la température annuelle moyenne est de 10,9 °C, avec une amplitude thermique annuelle de 16 °C. Le cumul annuel moyen de précipitations est de 894 mm, avec 12,5 jours de précipitations en janvier et 7,9 jours en juillet. Pour la période 1991-2020, la température moyenne annuelle observée sur la station météorologique de Météo-France la plus proche, « Ourouer », sur la commune de Vaux d'Amognes à 16 km à vol d'oiseau, est de 11,3 °C et le cumul annuel moyen de précipitations est de 889,3 mm. 
La température maximale relevée sur cette station est de 41,5 °C, atteinte le 7 août 2003 ; la température minimale est de −13,5 °C, atteinte le 1er mars 2005,,. 
Les paramètres climatiques de la commune ont été estimés pour le milieu du siècle (2041-2070) selon différents scénarios d'émission de gaz à effet de serre à partir des nouvelles projections climatiques de référence DRIAS-2020. Ils sont consultables sur un site dédié publié par Météo-France en novembre 2022.

## Urbanisme

### Typologie
Au 1er janvier 2024, Beaumont-Sardolles est catégorisée commune rurale à habitat très dispersé, selon la nouvelle grille communale de densité à sept niveaux définie par l'Insee en 2022.
Elle est située hors unité urbaine. Par ailleurs la commune fait partie de l'aire d'attraction de Nevers, dont elle est une commune de la couronne,. Cette aire, qui regroupe 93 communes, est catégorisée dans les aires de 50 000 à moins de 200 000 habitants,.

### Occupation des sols
L'occupation des sols de la commune, telle qu'elle ressort de la base de données européenne d’occupation biophysique des sols Corine Land Cover (CLC), est marquée par l'importance des territoires agricoles (58,9 % en 2018), une proportion identique à celle de 1990 (58,9 %). La répartition détaillée en 2018 est la suivante : forêts (39,2 %), prairies (31,1 %), terres arables (26,4 %), milieux à végétation arbustive et/ou herbacée (1,9 %), zones agricoles hétérogènes (1,3 %). L'évolution de l’occupation des sols de la commune et de ses infrastructures peut être observée sur les différentes représentations cartographiques du territoire : la carte de Cassini (XVIIIe siècle), la carte d'état-major (1820-1866) et les cartes ou photos aériennes de l'IGN pour la période actuelle (1950 à aujourd'hui).

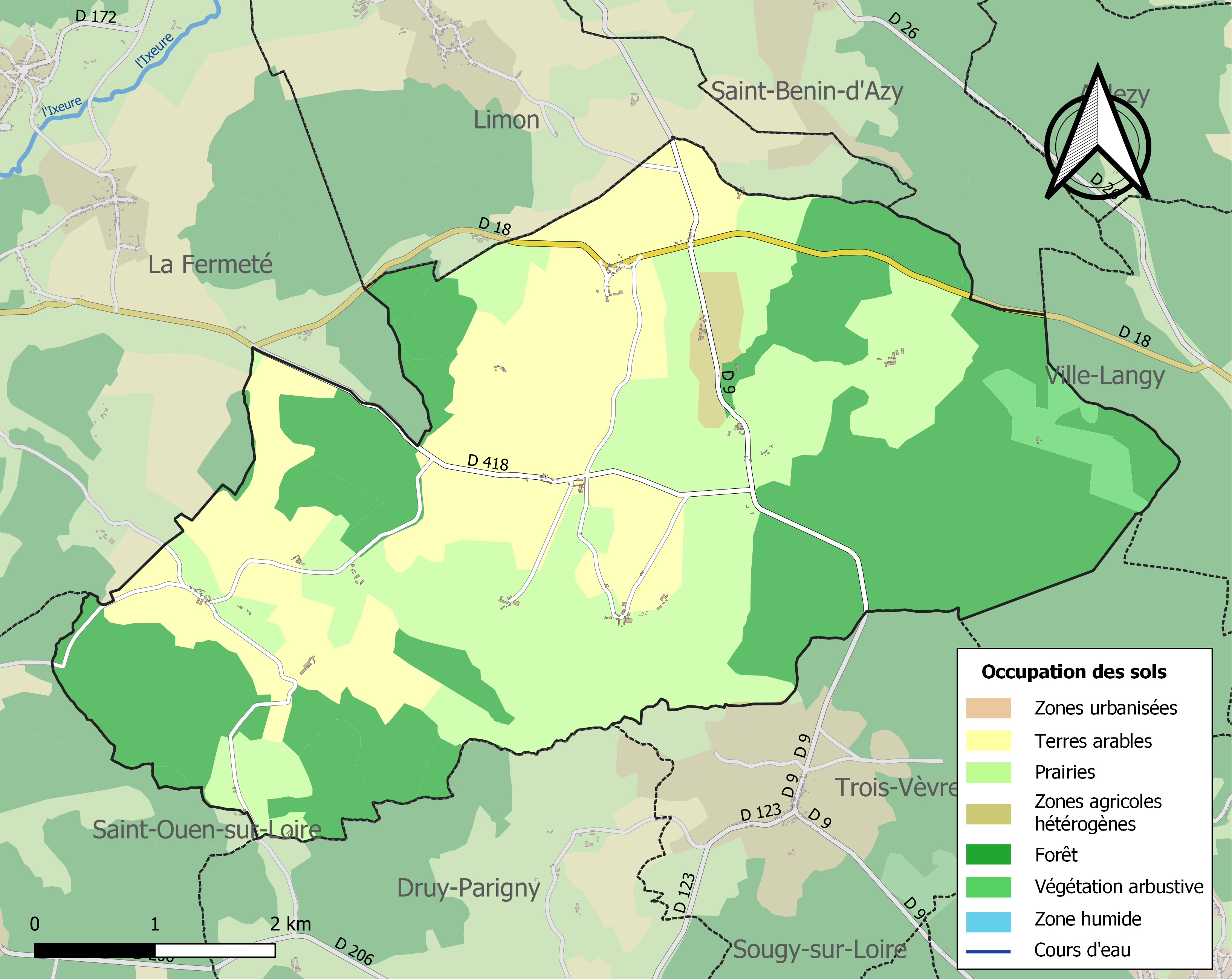
Carte des infrastructures et de l'occupation des sols de la commune en 2018 (CLC).

## Toponymie
On relève les occurrences suivantes du nom de la commune : Bellus Mons (1287), Beaumont-sur-Sardoille (1485), Cura de Bello-Monte super Sardellam (1478), Beaulmont-sur-Sardolle (1539).
Un ensemble de hameaux ou de fermes isolées composent cette commune sans bourg. La toponymie de certains d'entre eux évoque une origine probablement très ancienne. Ainsi, le Grand-Lugues rappelle-t-il la présence du dieu celte Lug que l'on rencontre dans d'autres lieux (Lyon, Lug-dunum, Laon, etc.).

## Histoire
- La première mention connue du nom de la commune remonte à 1287 : Bellus Mons (registre de l’évêché de Nevers).
- En 1710, deux habitants de la commune, Philippe et Jean Burlin, père et fils, charbonnier et garde des bois de la paroisse, sont condamnés par contumace à être pendus à Nevers, pour avoir assassiné le 7 novembre 1708, à coups de cognée, dans un bois, les nommés Barthélémy et Charles Thomas, père et fils[16].
- En 1874, le château de la Cave est dévoré par les flammes, provoquant 130 000 francs de dégâts[17].
- En 1861, la commune prend son nom actuel de l'unification des communes de Beaumont et de Sardolle.
- En 1891[18], le nombre d'habitants de Beaumont-Sardolles, qui compte 114 maisons, s'élève à 461 individus. La commune compte un instituteur, un desservant (curé), un garde forestier, cinq cantonniers, quatre religieuses (dont une institutrice)[19] et trois gardes particuliers. À l’exception d’un marchand de bois, il n’y a aucun commerçant. Les artisans ne sont pas très nombreux : deux maçons, deux maréchaux-ferrants, un menuisier, un tailleur de pierre, un sabotier et un tailleur d’habits. La profession la plus représentée est celle de domestique (70 individus), suivie par les journaliers (56), les fermiers (10), les cultivateurs (6), les vignerons (5) et les ménagères (4). Sont également recensés un basse-courier[20], un jardinier et un cocher. Parmi les habitants, on compte six propriétaires et un rentier. Au total, on relève à Beaumont-Sardolles vingt-deux professions différentes. Il n’y a, selon le recensement de 1891, ni médecin ni notaire ni sage-femme ni cabaretier dans la commune, qui ne compte également aucun étranger. Les familles du village n’accueillent que deux enfants de l'Assistance mais 13 habitants adultes sont d’anciens enfants assistés.
- Le 18 novembre 1912, le grenier surmontant le préau de l’école s’effondre, écrasant mortellement un enfant de trois ans[21].
- En 1939 est créé l’enclos du Rosaire à l’initiative de l’abbé Bonnard, alors curé de la paroisse[22].

### Curés
- 1653 : Michel Faverot[16].

### Seigneurs
- 1670 : Adrien de Chéry. Vers 1680 : Charles de Chéry. 1701 : Eustache de Chéry, seigneur de Beaumont-sur-Sardolles et autres lieux, prieur commendataire du prieuré de Saint-Révérien et trésorier de l’église cathédrale de Saint-Cyr de Nevers. 1710 : Anne-Achille des Ulmes. 1769 : Germain de Meun de La Ferté, écuyer, prêtre, vicaire général du diocèse de Lisieux-en-Normandie, demeurant en son château de la Cave[16].

## Politique et administration

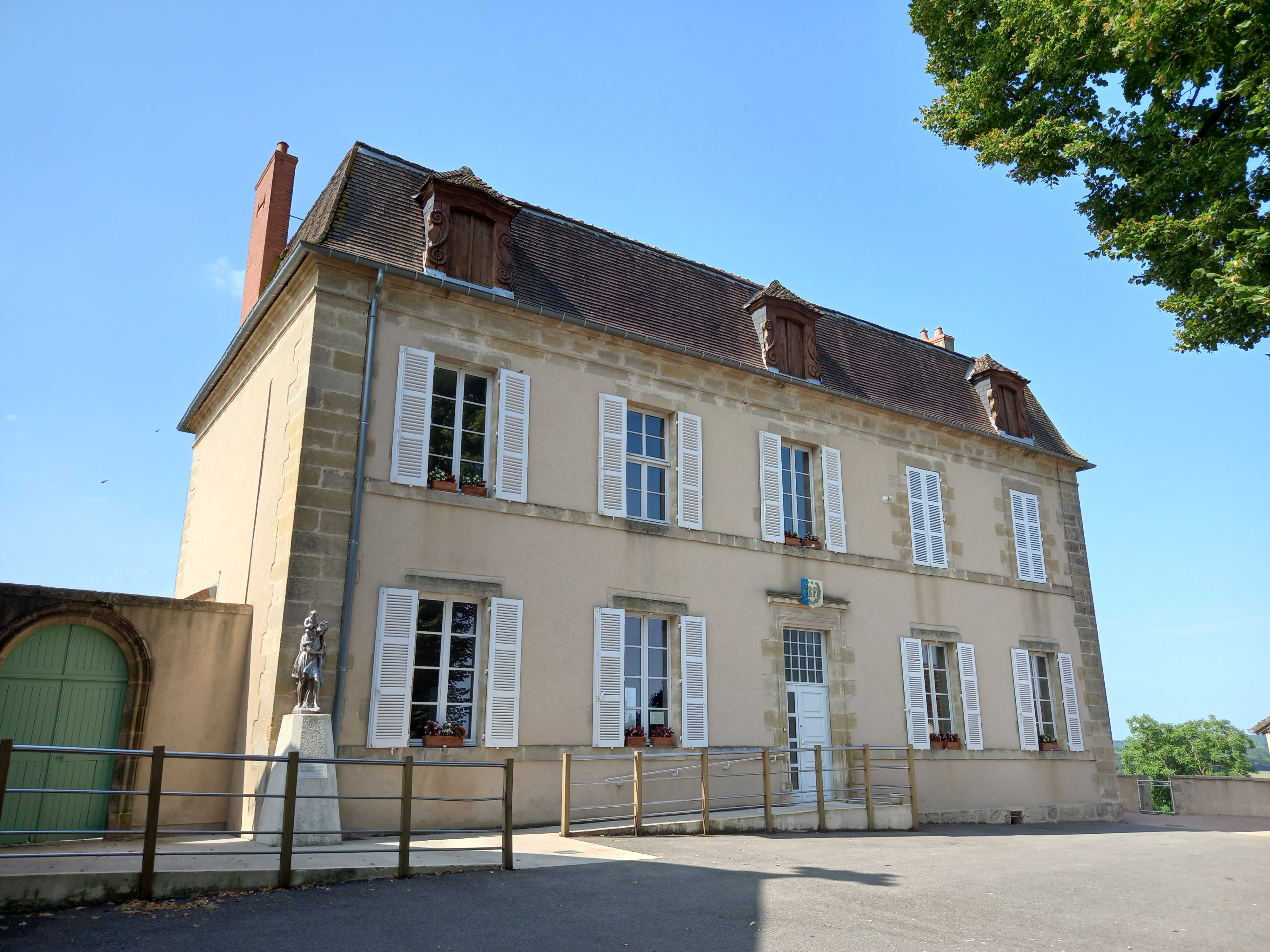
Mairie.

| Période   | Période   | Identité       | Étiquette | Qualité     |
| --------- | --------- | -------------- | --------- | ----------- |
| mars 2001 | mars 2008 | Laurence Evers |           |             |
| mars 2008 | en cours  | Éric Compot    | DVD       | Agriculteur |

## Démographie

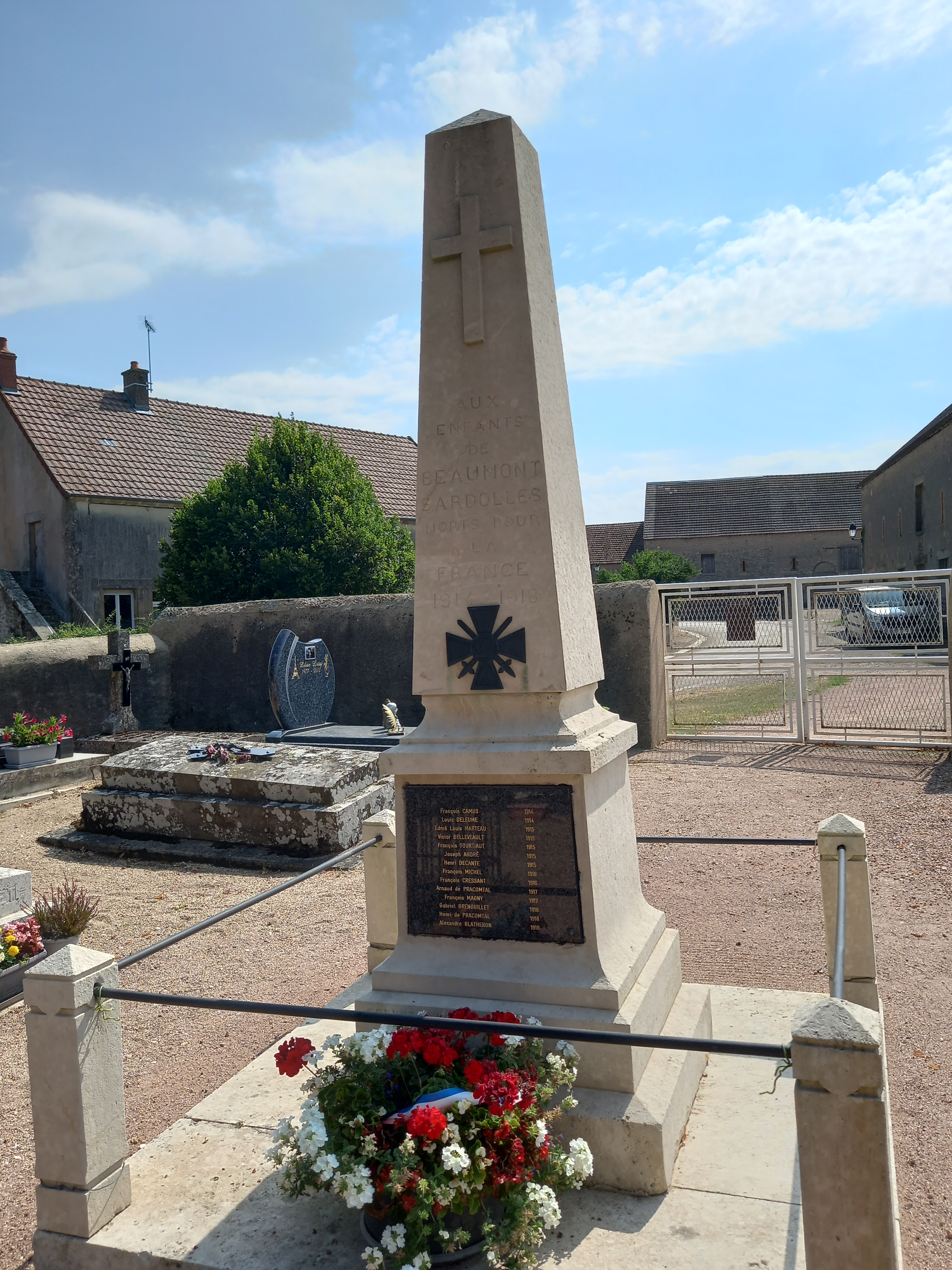
monument aux morts.

L'évolution du nombre d'habitants est connue à travers les recensements de la population effectués dans la commune depuis 1793. Pour les communes de moins de 10 000 habitants, une enquête de recensement portant sur toute la population est réalisée tous les cinq ans, les populations de référence des années intermédiaires étant quant à elles estimées par interpolation ou extrapolation. Pour la commune, le premier recensement exhaustif entrant dans le cadre du nouveau dispositif a été réalisé en 2005.

En 2022, la commune comptait 116 habitants, en évolution de −1,69 % par rapport à 2016 (Nièvre : −3,28 %, France hors Mayotte : +2,11 %).
| 1793 | 1800 | 1806 | 1821 | 1831 | 1836 | 1841 | 1846 | 1851 |
| ---- | ---- | ---- | ---- | ---- | ---- | ---- | ---- | ---- |
| 408  | 78   | 346  | 261  | 305  | 340  | 416  | 407  | 408  |

| 1856 | 1861 | 1866 | 1872 | 1876 | 1881 | 1886 | 1891 | 1896 |
| ---- | ---- | ---- | ---- | ---- | ---- | ---- | ---- | ---- |
| 356  | 482  | 482  | 558  | 528  | 482  | 477  | 461  | 442  |

| 1901 | 1906 | 1911 | 1921 | 1926 | 1931 | 1936 | 1946 | 1954 |
| ---- | ---- | ---- | ---- | ---- | ---- | ---- | ---- | ---- |
| 436  | 375  | 323  | 323  | 288  | 267  | 249  | 245  | 251  |

| 1962 | 1968 | 1975 | 1982 | 1990 | 1999 | 2005 | 2006 | 2010 |
| ---- | ---- | ---- | ---- | ---- | ---- | ---- | ---- | ---- |
| 285  | 240  | 194  | 161  | 118  | 107  | 121  | 121  | 119  |

| 2015 | 2020 | 2022 | - | - | - | - | - | - |
| ---- | ---- | ---- | - | - | - | - | - | - |
| 121  | 118  | 116  | - | - | - | - | - | - |

## Culture locale et patrimoine

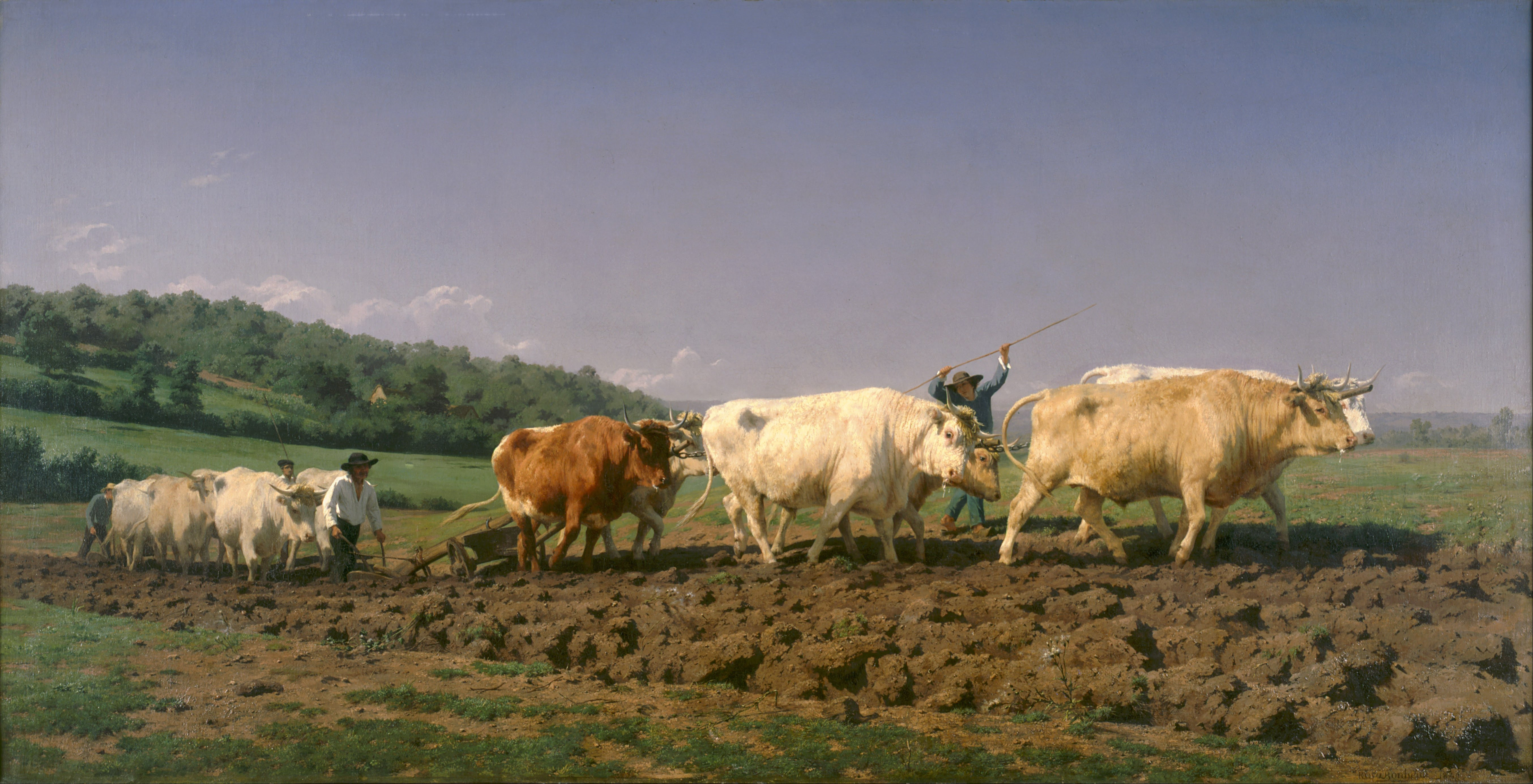
Labourage nivernais, par Rosa Bonheur (musée d'Orsay, Paris).

### Lieux et monuments
Religieux
- Église Saint-Barthélemy.

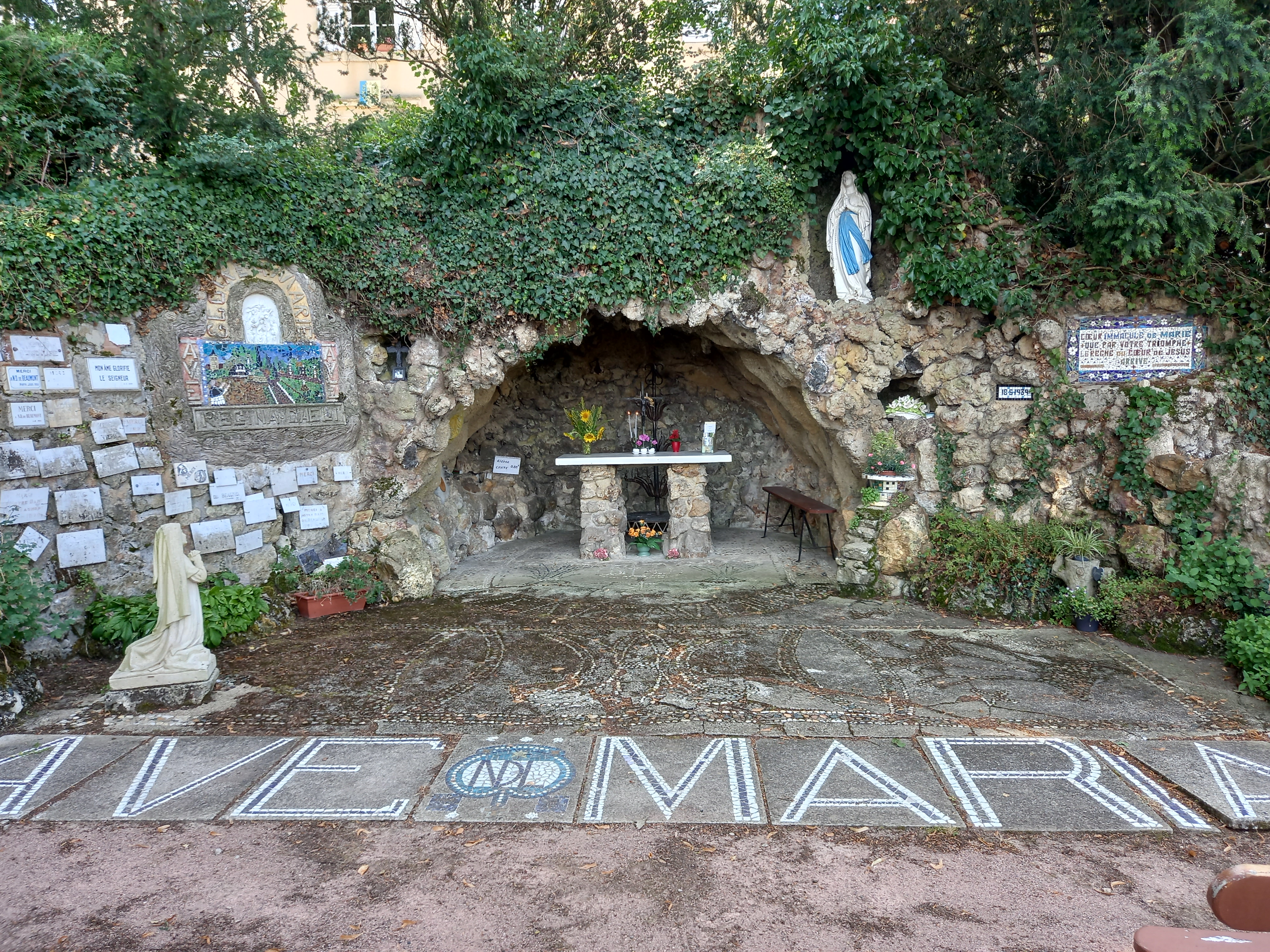
Enclos du rosaire.

- Enclos du Rosaire, créé en 1939 par l'abbé Bonnard, dernier prêtre résidant sur la commune.

Civils et naturels
- Mairie (bâtiment du XVIIIe siècle, ancien presbytère).
- Les paysages de la commune sont immortalisés dans le tableau du peintre Rosa Bonheur, « Labourage nivernais » (musée d'Orsay, Paris), réalisé en 1848 non loin du château de la Cave où la jeune femme séjournait.
- Château de la Cave.

### Personnalités liées à la commune
- La peintre Rosa Bonheur (1822-1899) arrive pour la première fois dans la Nièvre à l'automne 1848. Elle n'a alors que 26 ans mais est déjà une peintre animalière confirmée. Elle se lie avec une des filles du châtelain du château de la Cave de l'époque, Camille-François Mathieu, et y passe plusieurs longs séjours jusqu'en 1852. « Mam'zelle Rosa » comme l'appelaient les gens du pays, les séduisit vite par sa grâce, sa vivacité, sa simplicité et l'intérêt qu'elle portait au monde paysan.[réf. nécessaire]. C'est son tableau « Labourage nivernais » datant de 1849 (exposé au musée d'Orsay à Paris) qui lance sa carrière et rend bientôt célèbre mondialement cette peintre des animaux et des hommes au travail.